# Château du Mazigon
Le château du Mazigon est un château situé en France sur la commune de Pradelles, dans la région Auvergne-Rhône-Alpes.

## Localisation
Le château est situé dans le département français de la Haute-Loire, sur la commune de Pradelles, dans l'ancienne région administrative d'Auvergne.

## Historique
L'édifice représente un petit manoir rustique érigé au XVIIe siècle, la date de 1642 étant gravée sur la porte, puis agrandi entre 1899 et 1900. Le château du Mazigon se démarque principalement par la diversité et l'authenticité de son décor intérieur.

## Description
Le château comprend un parc, une chapelle, une cuisine, un vestibule, des latrines, une salle à manger située au rez-de-chaussée du logis datant du XVIIe siècle, un salon lambrissé, une chambre aux chiens, un salon aux peintures, ainsi qu'une bibliothèque.

## Valorisation du patrimoine
Il est possible de le visiter lors des Journées européennes du patrimoine, ainsi que de avril à octobre, avec des visites organisées deux fois par semaine, les mercredis et samedis.

## Protection
Le château est inscrit au titre des monuments historiques par arrêté du 23 décembre 2009.